# Batwoman (1.ª temporada)
A primeira temporada da série de televisão Batwoman estreou na The CW em 6 de outubro de 2019 e consistiu em 20 episódios. A série é baseada na personagem da DC Comics Kate Kane / Batwoman, uma vigilante fantasiada criada por Geoff Johns, Grant Morrison, Greg Rucka, Mark Waid e Keith Giffen, e se passa no Arrowverse, compartilhando continuidade com outras séries de televisão do Arrowverse. A showrunner desta temporada é Caroline Dries.
Ruby Rose estrela como Kate, e ela é acompanhada pelos membros do elenco principal Rachel Skarsten, Meagan Tandy, Nicole Kang, Camrus Johnson, Elizabeth Anweis e Dougray Scott. Rose apareceu anteriormente como atriz convidada no quinto crossover anual de Universo Arrow. Batwoman foi escolhida para uma temporada completa pela The CW em outubro de 2019, e as filmagens aconteceram principalmente em Vancouver, Colúmbia Britânica, Canadá. A produção foi encerrada em março de 2020 devido à pandemia de COVID-19, deixando a temporada com apenas 20 dos 22 episódios planejados.
A estreia da série foi assistida por 1,86 milhão de telespectadores e teve uma classificação demográfica de 0,5 no ranking 18–49. É a única temporada a apresentar Rose, que deixou a série antes da segunda temporada.

## Episódios
| N.º geral | N.º na temp. | Título                                      | Dirigido por         | Escrito por                     | Exibição original       | Cód. de produção | Audiência U.S. (milhões) |
| --- | ------------ | ------------------------------------------- | -------------------- | ------------------------------- | ----------------------- | ---------------- | ------------------------ |
| 1 | 1            | "Pilot"                                     | Marcos Siega         | Caroline Dries                  | 6 de outubro de 2019    | T15.10154        | 1.86                     |
| Três anos após o desaparecimento do vigilante Batman de Gotham City, Jacob Kane e sua empresa de segurança privada, os Crows, presidem uma festa de gala liderada pelo prefeito Michael Akins para desligar o Bat-Sinal. No auge das festividades, Alice e a Wonderland Gang invadem o evento e sequestram a agente dos Crows, Sophie Moore, levando a enteada de Jacob, Mary, a ligar para sua filha biológica, Kate. Retornando do exterior, Kate descobre que Alice está mirando em seu pai e sai em busca de seu primo, o bilionário Bruce Wayne. Ela descobre, no entanto, que Bruce é Batman, a quem ela culpou por não salvar sua irmã e mãe depois que morreram em um acidente de carro. Percebendo que há mais na história, ela vesta o Batsuit de seu primo, alterado pelo funcionário da Wayne Enterprises, Luke Fox, antes de resgatar Sophie e frustrar o plano de Alice de detonar uma bomba em um parque lotado. No dia seguinte, enquanto as notícias relatam o que eles acreditam ser o retorno de Batman, Kate começa a suspeitar que Alice é sua irmã gêmea fraterna, Beth, que ela acreditava estar morta. |              |                                             |                      |                                 |                         |                  |                          |
| 2 | 2            | "The Rabbit Hole"                           | Marcos Siega         | Caroline Dries                  | 13 de outubro de 2019   | T13.21952        | 1.45                     |
| As crescentes suspeitas de Kate sobre a identidade de Alice criam uma barreira entre ela e Jacob, que acredita firmemente que Beth está morta com base nas evidências. Enquanto tenta fazer o teste de DNA da faca favorita de Alice, ela é atacada por um grupo de bandidos que consegue roubá-la de volta. Deduzindo que um dos homens feridos de Alice usou a clínica secreta de Mary, Kate o libera para dar uma mensagem a Alice. Kate então pede a Sophie para comprar seu tempo enquanto ela se encontra com Alice, que se recusa a admitir diretamente que ela é Beth, mas concorda em fornecer uma amostra de DNA. Sophie diz a Jacob onde encontrá-los, resultando em Alice sendo transportada para Arkham Asylum. Alice diz a Kate que encarregou seu namorado, o ex-agente dos Crows Dodgson, de mater Mary; levando Kate a salvá-la antes de resgatar Alice de uma bomba destinada a matá-la antes que Kate e Alice escapasse da polícia. Enquanto isso, a madrasta de Kate, Catherine, ordena que os bandidos que ela encarregou de roubar a faca de Alice a destruam. Depois de interrogar Dodgson, Kate encontra um pacote contendo um morcego vivo e uma nota de Alice que indica que ela conhece sua identidade. |              |                                             |                      |                                 |                         |                  |                          |
| 3 | 3            | "Down, Down, Down"                          | Dermott Daniel Downs | Holly Henderson & Don Whitehead | 20 de outubro de 2019   | T13.21953        | 1.22                     |
| O ex-amigo de infância de Bruce, Thomas Elliot, deixa um convite para Kate para uma festa de gala que celebra a compra do prédio com vista para a Torre Wayne. Na mesma época, um canhão elétrico projetado para penetrar o Batsuit é roubado de uma instalação da Wayne Enterprises. Kate infere corretamente que Elliot é o ladrão, tendo descoberto a verdadeira identidade de Bruce e pretende matar Batman por salvar sua mãe anos antes, atrasando sua herança. Quando ele faz reféns para forçar Batman a sair, Kate o confronta em um traje modificado, adotando a persona de Batwoman enquanto ela resgata os reféns e desativa o canhão. Alice subjuga Elliot para salvar uma Batwoman encurralada, mas eles se separam em termos menos que amigáveis enquanto os Crows levam Elliot para Arkham Asylum. Em outro lugar, Sophie se vê refletindo sobre seu relacionamento com Kate, mas os descarta depois de entrar em um relacionamento com Kate, Reagan. Catherine encontra cartas de baralho deixadas por Alice em seu quarto, exigindo que Jacob lie com ela, apesar de suas preocupações de que ela possa ser Beth. |              |                                             |                      |                                 |                         |                  |                          |
| 4 | 4            | "Who Are You?"                              | Holly Dale           | Nancy Kiu & Denise Harkavy      | 27 de outubro de 2019   | T13.21954        | 1.29                     |
| O relacionamento de Kate com Reagan complica seus esforços para pegar a ladra de joias Magpie, que roubou o colar de Martha Wayne, e coloca em questão seu novo status de protetora de Gotham. Quando Dodgson desenvolve uma infecção durante seu cativeiro, Batwoman o deixa com Mary para tratamento. Enquanto ele está drogado com morfina, Mary se faz passar por Alice e faz com que ele revele parte de seu plano: uma misteriosa figura chamada Mouse. Depois de recuperar o colar, Batwoman frustra o último assalto de Magpie em uma gala do museu; permitindo que os Crows a prendessem e a levassem para Blackgate Penitentiary. Reconhecendo que ela não pode estar em um relacionamento honesto, Kate termina com Reagan. Para encobrir seu vigilantismo, Kate cria uma empresa para comprar prédios em ruínas e transformá-los em moradias de baixo custo com Luke como seu assistente. Enquanto isso, Alice se encontra com Catherine no túmulo de Beth e exige que ela entregue uma arma experimental; ameaçando contar a Jacob a verdade sobre Beth. Catherine confessa a Jacob que ela usou um crânio de veado no lugar do de Beth, fazendo com que ele saísse correndo. |              |                                             |                      |                                 |                         |                  |                          |
| 5 | 5            | "Mine Is a Long and a Sad Tale"             | Carl Seaton          | Jerry Shandy & Ebony Gilbert    | 3 de novembro de 2019   | T13.21955        | 1.16                     |
| Alice está ligada a uma série de roubos de pele em Gotham, então Kate a captura e dá a ela a chance de se explicar, ao mesmo tempo em que deixa um rastro para Jacob e Sophie. As irmãs viajam para a área rural onde Beth foi vista pela última vez. Uma série de flashbacks mostra Beth sendo resgatada de um afogamento e posteriormente mantida em cativeiro por um homem que quer que ela seja uma companheira para seu filho desfigurado, Jonathan Cartwright, que mais tarde se tornará Mouse. Catherine diz a Mary a verdade sobre sua decepção e ela invade Wayne Enterprises em um estupor bêbado. Luke a acalma, deixando-a ajudar com sua investigação de roubo de pele, descobrindo que eles estão conectados a vários prisioneiros fugitivos de Arkham. Alice droga Kate e a tranca na casa de Mouse. Quando Jacob e Sophie aparecem depois de subjugar Dodgson e os membros da Wonderland Gang com ele, Alice esfaqueia seu pai. Kate escapa, captura Mouse com a ajuda de Sophie e força ele e Alice a sair. Jacob se recupera, mas agora aceita totalmente que Alice é Beth. Alice promete a Mouse, que ela chama de "irmão", que ela o ajudará a se tornar quem ele quiser. |              |                                             |                      |                                 |                         |                  |                          |
| 6 | 6            | "I'll Be Judge, I'll Be Jury"               | Scott Peters         | James Stoteraux & Chad Fiveash  | 10 de novembro de 2019  | T13.21956        | 1.09                     |
| Um vigilante que se autodenomina "Executioner" começa a mirar policiais e funcionários judiciais que ele considera corruptos. Alice faz Mouse se passar pelo pesquisador de Catherine, Dean Devereaux, para roubar a arma que ela se recusou a entregar. No entanto, Alice o convence a não fazê-lo, pois ainda precisa dele para uma próxima festa do chá. Quando ele descobre que o Coil Accelerator pretendia matar Batwoman, Mouse se sente traído e confronta Alice; acreditando que ela quer proteger sua irmã enquanto mata Deveraux. Sophie deduz a identidade de Batwoman, mas é ferida pelo Executioner durante seu último ataque; forçando Kate a levá-la para Mary. Uma unidade flash está localizada, o que prova que as alegações do Executioner são verdadeiras. Isso perturba Luke, pois ele teme que isso permitiria que seu pai, Lucius', assassino para solicitar um novo julgamento. Sophie escapa, mas não antes de Mary insistir para que ela não revele a identidade de Batwoman. Jacob consegue matar o Executioner, apenas para ser pego em uma de suas armadilhas. Depois que Batwoman o salva, ele diz a ela que estava errado em culpar Batman pelo que aconteceu com Beth e sua esposa. |              |                                             |                      |                                 |                         |                  |                          |
| 7 | 7            | "Tell Me the Truth"                         | Michael A. Allowitz  | Caroline Dries & Natalie Abrams | 17 de novembro de 2019  | T13.21957        | 1.01                     |
| Kate encontra sua velha amiga, Julia Pennyworth, enquanto persegue um assassino profissional chamado "The Rifle". Sophie ameaça contar a identidade de Jacob Kate, a menos que ela cesse seu vigilantismo. The Rifle se encontra com Alice e entrega um frasco misteriosos enquanto ele menciona seu chefe Safiyah. Kate convida Sophie para um restaurante local, onde sua demonstração de afeto perturba o proprietário homofóbico. Quando eles saem, Sophie confessa que foi Jacob quem a convenceu a terminar o relacionamento, colocando-a no caminho para onde ela está agora. Catherine vai ver Jacob, que relutantemente concorda em adiar o pedido de divórcio. Julia se apresenta como Batwoman para que Kate possa enganar Sophie, mas acaba sendo capturada pelos Crows quando The Rifle a embosca com o Coil Accelerator. Kate a liberta e Sophie conclui que ela estava errada. No entanto, Kate diz a ela que é melhor eles pararem de se ver. Depois de comprar um espaço, Kate e Mary abrem um bar gay. Jacob se encontra com Alice, revelando-se como Mouse, enquanto The Rifle parte para o Mediterrâneo com Julia em perseguição quando o verdadeiro Jacob retorna do norte do estado. Alice coloca a próxima etapa de seu plano em ação. |              |                                             |                      |                                 |                         |                  |                          |
| 8 | 8            | "A Mad Tea-Party"                           | Holly Dale           | Nancy Kiu                       | 1 de dezembro de 2019   | T13.21959        | 1.01                     |
| Alice sequestra Jacob enquanto Mouse sequestra Sophie e Tyler enquanto seu plano se desenrola. Sob as ordens de Alice, membros disfarçados da Wonderland Gang substituem a equipe de segurança designada para proteger o Gotham's Humanitarian Ball, onde Catherine deve ser premiada. Alice reescreve seu discurso, fazendo-a confessar vários crimes antes de desmaiar. Alice diz a Catherine e Mary capturadas que elas foram envenenadas por uma toxina desenvolvida pela empresa da primeira e só há antídoto suficiente para uma. Catherine obriga Mary a tomá-lo, expressando o quão orgulhosa ela está antes de morrer. Enquanto Batwoman neutraliza a Wonderland Gang ela quase estrangula Alice com raiva ao saber de suas ações. No entanto, Mouse, disfarçado de Jacob, atordoa Batwoman para exfilar Alice. Jacob acorda para encontrar-se enquadrado pela morte de Catherine e preso pelo Comissário Forbes. Furiosa por Kate ter escolhido acreditar em Alice, Mary fica devastada com a morte de sua mãe. Cansado de duvidar, Tyler pede a Sophie que decida se ela o ama ou a Kate. Enquanto Kate visita Jacob, ambos concordam que Alice não pode ser salva e deve ser impedida. enquanto isso em Central City, Nash Wells descobre uma parede de símbolos antes que uma luz ofuscante o puxe para dentro. |              |                                             |                      |                                 |                         |                  |                          |
| 9 | 9            | "Crisis on Infinite Earths: Part Two"       | Laura Belsey         | Don Whitehead & Holly Henderson | 9 de dezembro de 2019   | T13.21958        | 1.71                     |
| Para ajudar os heróis, Harbinger recruta Mick Rory da Earth-74 e sua Waverider. Após a morte de Oliver Queen, o Monitor consulta o Book of Destiny e descobre sete Paragons. Dois são Sara Lance Paragon of Destiny e Kara Danvers, Paragon of Hope, mas, para encontrar mais dois, Clark Kent, Lois Lane, e Iris West-Allen devem localizar um Superman que sofreu "mais do que qualquer homem mortal", enquanto Kate e Kara procura o "Bat of the Future", complicado por Lex Luthor roubando o Livro para matar os Super-Homens no multiverso. Quando ele encontra o Superman da Earth-96 ao mesmo tempo que a equipe de Clark, ele força os Kryptonianos a lutarem entre si até que Lois o impeça. Enquanto isso, Kate e Kara localizam Bruce Wayne da Earth-99, um assassino idoso, mas não conseguem convencê-lo a se juntar a eles. Um confronto acalorado irrompe em que Bruce é acidentalmente eletrocutado. Em outro lugar, Sara, Barry, Mia Smoak e John Constantine levam o corpo de Oliver para um Lazarus Pit para ressuscitá-lo, mas falha. De volta à Waverider, Ray Palmer constrói um "detector Paragon", que identifica Kate como o "Bat of the Future". Sem o conhecimento de todos, Harbinger é abordado pelo Anti-Monitor. Este episódio continua o evento crossover que começa no episódio 9 da 5ª temporada de Supergirl, e continua no episódio 9 da 6ª temporada de The Flash, no episódio 8 da 8ª temporada de Arrow e termina no episódio especial de Legends of Tomorrow. |              |                                             |                      |                                 |                         |                  |                          |
| 10 | 10           | "How Queer Everything Is Today!"            | Jeffrey Hunt         | Caroline Dries                  | 19 de janeiro de 2020   | T13.21960        | 0.79                     |
| Após a morte de Catherine e a prisão de Jacob, Mary tenta encontrar um especialista para testemunhar em defesa de Jacob e continua a se distanciar de Kate enquanto Sophie assume o comando dos Crows. Depois que Batwoman salva um trem hackeado de bater, o criminoso exige uma grande soma de dinheiro como resgate ou eles divulgarão todos os segredos de Gotham online. Luke rastreia o culpado até a Gotham Prep, onde Batwoman descobre que era uma estudante lésbica chamada Parker Torres, que foi revelada a seus pais heteronormativos por uma ex-namorada e esperava deixar Gotham com o dinheiro da chantagem. Alice invade a escola, sequestra Parker e força Batwoman a se desmascarar para Parker ou então ela a matará. Ela também ameaça a escola com uma bomba e tenta forçar Parker a descobrir a identidade de Batwoman, mas Parker contata os Crows e o GCPD, que evacuam o prédio e prendem Alice. Depois, Kate oferece apoio emocional a Parker e se reconcilia com Mary. Batwoman mais tarde se assume como uma super-heroína lésbica em uma entrevista com Kara. Jacob tem encontros com um preso duro chamado Reggie Harris. Quando ela retorna à Wayne Tower, Kate conhece um doppelgänger de Beth, que a cumprimenta alegremente. |              |                                             |                      |                                 |                         |                  |                          |
| 11 | 11           | "An Un-Birthday Present"                    | Mairzee Almas        | Chad Fiveash & James Stoteraux  | 26 de janeiro de 2020   | T13.21961        | 0.67                     |
| Em flashbacks, Beth mostrou ter uma amizade cada vez maior com Mouse, mas seu pai August Cartwright não aprovou e a envolveu em seu último projeto. No presente, Kate tenta esclarecer as coisas com a segunda Beth; que foi deslocada de sua Terra após a crise. Para libertar Alice, Mouse sequestra os filhos do comissário Forbes e do prefeito Akins antes que ele e a Wonderland Gang interceptem Kate antes que ela possa se tornar a Batwoman. Usando um código que Kate e Sophie aprenderam, Sophie se recusa a ceder às exigências de Mouse. Na tentativa de enganar Alice, Luke e Mary disfarçam a segunda Beth como Alice para ganhar tempo de Kate para se libertar. Quando "Alice" não usa o código adequado, Mouse a captura. Kate se liberta, subjuga a Wonderland Gang e fere Mouse antes de resgatar os reféns. Alice sai antes que ela possa ser levada para Arkham, dizendo a Sophie que ela tem seus próprios demônios para lidar. Com o Mouse sob forte guarda na UTI, manifestantes aparecem do lado de fora do GCPD, exigindo que acendam o Bat-Sinal quando a Batwoman chegar. Mais tarde, Kate comemora seu aniversário com Luke, Mary e Beth. De repente, Beth e Alice sofrem simultaneamente de enxaquecas. |              |                                             |                      |                                 |                         |                  |                          |
| 12 | 12           | "Take Your Choice"                          | Tara Miele           | Ebony Gilbert                   | 16 de fevereiro de 2020 | T13.21962        | 0.85                     |
| Sophie e Jacob pedem testemunho ao Dr. Campbell, que concorda se ele puder examinar Mouse. Alice visita Mouse e fica sabendo de seu doppelgänger enquanto ela continua a sofrer de enxaquecas. Quando ela a conhece na Torre Wayne, Beth teoriza que apenas um deles pode ser salvo. Lembrando que o sangue de Mary tem o antídoto "cura-tudo", Alice a ataca em sua clínica para se salvar, mas Mary deixa Alice algemada a uma cama da clínica e foge para dar seu sangue a Kate para que ela possa salvar Beth. Enquanto isso, Jacob é atacado por Dodgson, depois salvo por Reggie, que espera que ele o pague antes que os outros prisioneiros descubram. Campbell visita Mouse na UTI, revelando-se como August. Exfiltrando Mouse posando como guarda, August o deixa preso em um local desconhecido para que ele possa atacar Alice. Depois de dar a Beth a amostra de sangue, Kate atende uma Alice enfraquecida enquanto Luke afasta Beth dos Corvos. Embora Sophie siga, pronta para matar Beth, ela decide pedir uma prisão. August ataca Beth em vez disso, confundindo-a com Alice, permitindo que a própria Alice se recupere rapidamente e nocauteie Kate. |              |                                             |                      |                                 |                         |                  |                          |
| 13 | 13           | "Drink Me"                                  | Dermott Daniel Downs | Jerry Shandy                    | 23 de fevereiro de 2020 | T13.21963        | 0.82                     |
| Com a verdade do assassinato de Catherine revelada, Jacob é inocentado de todas as acusações e recupera o controle dos Crows. À noite, as pessoas são alvo de um vampiro chamado Nocturna. Quando Batwoman encontra sua última vítima, Nocturna a atordoa ketamina antes de coletar uma amostra de seu sangue. Sophie ajuda a Batwoman antes que os Crows a encontrem; aconselhando-a a manter distância. Mary trata Kate antes que esta trabalhe com Jacob para atrair Nocturna. Depois de falar com Kate, Alice substitui o Mouse desaparecido por um manequim antes de ser atacada por Noturna. Usando reconhecimento facial, Luke reconhece Nocturna como Natalia Knight, que sofre de porfiria. Kate encontra Alice no momento em que Nocturna ataca Mary. Alice doa seu sangue para salvar Mary antes que Kate confronte Nocturna e a derrote com uma luz UV forense. Jacob confronta Sophie depois de ver imagens dela ajudando Batwoman e implora que ela escolha um lado antes de suspendê-la até novo aviso. Mary se lembra de encontrar ketamina no sistema de Kate e percebe que ela é a Batwoman, enquanto Alice percebe que Campbell é na verdade August. Kate visita Sophie pelo Bat-Sinal e elas se beijam. |              |                                             |                      |                                 |                         |                  |                          |
| 14 | 14           | "Grinning from Ear to Ear"                  | Michael Blundell     | Denise Harkavy                  | 8 de março de 2020      | T13.21964        | 0.75                     |
| Em flashbacks, Duela Dent luta para fazer seu rosto parecer "normal", então ela quebra um espelho e usa seus cacos para cortar seu rosto. No presente, Duela tem como alvo os influenciadores de mídia social. Ainda suspensa, a mãe de Sophie a visita. Ao saber de seus problemas de relacionamento atuais, no entanto, ela sai decepcionada. August liga Mouse a uma lata de toxina do medo e diz a ele que matou Alice. Enquanto investiga Duela, Batwoman determina seu próximo alvo, Myrtle, e salva por pouco a mãe da menina depois que Duela a ataca. Depois disso, Luke descobre que Myrtle mudou seu nome para Veronica May e as vítimas de Duela estavam todas ligadas ao Dr. Campbell. Batwoman e Sophie mais tarde encontram Duela assim como ela deve jogar Veronica em ácido. Enquanto Batwoman resgata o último, Sophie subjuga o primeiro e a deixa para a polícia. No entanto, Alice chega a Duela primeiro e rouba seu rosto para que ela possa sequestrar o Dr. Campbell e revelar que conhece sua verdadeira identidade. Enquanto isso, como Luke temia, o advogado de Reggie, Bobby Reeves, o visita para estabelecer a data de novo julgamento de seu cliente à luz de novas evidências. Em meio a isso, Jacob se vê questionando as circunstâncias por trás da morte de Lucius. |              |                                             |                      |                                 |                         |                  |                          |
| 15 | 15           | "Off with Her Head"                         | Holly Dale           | Natalie Abrams                  | 15 de março de 2020     | T13.21965        | 0.75                     |
| Em flashbacks, Gabi Kane deu às filhas colares que combinavam com seus brincos. Durante seu tempo com August, Beth sofreu tormentos de sua mãe Mabel, sua "Queen of Hearts". Tomando conhecimento dos brincos de Mabel, ela os rastreou até uma geladeira trancada contendo a cabeça de Gabi. Em retaliação, Beth transformou o tanque de oxigênio de Mabel em um lança-chamas improvisado. No presente, Batwoman encontra um August preso perto do Bat-Sinal e alerta Jacob, que não está disposto a alertar a polícia depois do que Forbes fez com ele. Quando ele pergunta sobre a segunda Beth, Kate afirma que ela era uma "ladrão de pele" para esconder sua verdadeira natureza enquanto Luke e Mary rastreiam seu assassino. Enquanto isso, Alice encontra Mouse e o liberta, mas ele a prende à vasilha e foge, acreditando que ela é seu maior medo. Sob os efeitos da toxina do medo, Alice alucina uma Mabel zumbi atormentando-a antes que ela se liberte. Jacob chega logo depois enquanto procura por Mouse e usa adrenalina para salvá-la antes de prendê-la.Indignada com o que August fez com Beth e sua mãe, Kate acidentalmente o estrangula, para desgosto de Jacob quando ele volta com Alice. |              |                                             |                      |                                 |                         |                  |                          |
| 16 | 16           | "Through the Looking-Glass"                 | Sudz Sutherland      | Nancy Kiu                       | 22 de março de 2020     | T13.21966        | 0.77                     |
| Enquanto Jacob enterra o corpo de August, Alice escapa com sua arma. Ela retorna ao esconderijo da Wonderland Gang na esperança de encontrar Mouse, apenas para encontrar sua gangue assassinada e uma nota ameaçadora de Safiyah. Ela convence Kate a ajudá-la a encontrar Mouse, prometendo deixar Gotham depois. Eles visitam uma enfermeira que tratou de Mouse, apenas para descobrir que os Crows o levam para Arkham. Após um desentendimento e briga, Kate concorda em ajudar Alice a libertá-lo. Eles recuperam a chave do celular de Mouse do Dr. Butler, mas quando Alice vai libertá-lo, Kate a tranca; revelando que ela fazia parte de uma operação policial com Jacob para capturá-la. Enquanto isso, Jacob instrui Sophie a investigar a morte de Lucius depois de saber do novo julgamento de Reggie. Um atirador quase a mata, mas Julia a salva. Luke e Mary participam da audiência de Reggie no tribunal, onde ele é concedido seu novo julgamento e liberado. Luke o confronta, mas Reggie afirma que ele foi armado antes de levar um tiro. Sophie mais tarde informa a Jacob que duas pessoas ligadas ao caso de Lucius apareceram mortas antes que o assassino quase o matasse. Ele o derrota, mas o assassino morre de seus ferimentos antes que ele possa ser interrogado. |              |                                             |                      |                                 |                         |                  |                          |
| 17 | 17           | "A Narrow Escape"                           | Paul Wesley          | Daphne Miles                    | 26 de abril de 2020     | T13.21967        | 0.63                     |
| Lutando por ter matado August, Kate não se veste por uma semana. Enquanto isso, um criminoso do passado chamado Detonator ressurge; colocando pessoas em coletes anti-bomba. Kate confronta George Adler, que confirma que seu falecido pai era o Detonator original. Reeves é a vítima em seguida, então ele entra em contato com os Crows, que trabalham com o GCPD para evacuar a clínica de Mary. Depois que Kate resgata Mary, ela revela que conhece a identidade de Batwoman. Quando Jacob se torna o último alvo do Detonator, Kate percebe que o agente do Crows, Robles, é o responsável. Batwoman o intercepta e descobre que ele está digitando pontas soltas sobre o assassinato de Lucius e que a última bomba está na garagem subterrânea da Wayne Enterprises. Lá, Batwoman descobre que Robles foi pago por Elliot para obter os diários de Lucius, levando à sua morte acidental e Reggie sendo enquadrado. Luke ouve e Kate o impede de se vingar, admitindo que ela matou August. Luke coloca o prédio em bloqueio, limitando o raio da explosão. Jacob reintegra Sophie enquanto Julia é transferida para os Crows. Enquanto isso, Alice e Mouse, disfarçados de Butler, decidem assumir Arkham para se manterem a salvo de Safiyah. |              |                                             |                      |                                 |                         |                  |                          |
| 18 | 18           | "If You Believe in Me, I'll Believe in You" | James Bamford        | James Stoteraux & Chad Fiveash  | 3 de maio de 2020       | T13.21968        | 0.64                     |
| Batwoman planeja ir atrás do diário de Lucius, que atualmente está sendo mantido pelo associado de Elliot, Johnny Sabatino. Com a ajuda de Luke na batcaverna, Kate e Julia se infiltram no clube de Sabatino, apenas para serem capturadas. Em resposta, Luke é forçado a pedir ajuda a Mary para resgatá-los. Enquanto isso, Alice concorda em dar a Elliot um novo rosto em troca do diário e impedir que os Crows o levem a julgamento. Como Sabatino se recusa a desistir do diário, Alice envia Magpie para recuperá-lo enquanto ela e Mouse trabalham no novo rosto de Elliot. Os Crows mais tarde visitam Arkham e encontram o que parece ser Elliot enforcado em sua cela. Enquanto Julia está sendo torturada, Sabatino leiloa a chance de matar Batwoman. No entanto, Mary liberta Batwoman enquanto Julia se liberta antes que eles derrotem os criminosos e recuperem o diário de Lucius antes de Magpie. Depois de conhecer Reagan no clube, Kate tem um caso de uma noite com ela, apenas para descobrir que o diário desapareceu na manhã seguinte. Em outro lugar, Reagan dá a Magpie, que por sua vez dá a Alice. Enquanto despeja sobre o diário no entanto, ela e Mouse descobrem que foi escrito em código. |              |                                             |                      |                                 |                         |                  |                          |
| 19 | 19           | "A Secret Kept from All the Rest"           | Greg Beeman          | Jerry Shandy & Kelly Larson     | 10 de maio de 2020      | T13.21969        | 0.70                     |
| Kate invade o apartamento de Reagan e descobre para quem ela deu o diário. Assumindo a identidade de Hush, Elliot sequestra membros da Intelligentsia de Gotham para decifrar o diário em nome de Alice e os mata quando não conseguem. Ele quase sequestra Parker, mas a Batwoman interfere; obrigando-o a fugir. Em resposta, Alice manda Hush atrás de Luke e Julia. Com a ajuda de Mary e Parker, Batwoman confronta Alice e oferece os óculos de Lucius em troca de sua segurança. Uma vez que ela consegue o que ela precisa do diário, Alice libera os presos de Arkham e destrói o disfarce de Mouse antes de escapar para os túneis. Após o incidente, Jacob avisa a Batwoman que uma guerra começará entre ela e os Crows se ela ressurgir. Julia diz a Kate que ela estava atrás do livro para a chefe do Rifle, Safiyah Sohail, mas cancelou o acordo depois de saber o que ele faz. Nos esgotos Alice continua lendo o diário e ordena que seus associados obtenham Kryptonita. |              |                                             |                      |                                 |                         |                  |                          |
| 20 | 20           | "O, Mouse!"                                 | Amanda Tapping       | Holly Henderson & Don Whitehead | 17 de maio de 2020      | T13.21970        | 0.74                     |
| Jacob e Batwoman confrontam o fugitivo de Arkham Tim "The Titan" Teslow, apenas para serem derrotados. Mouse mostra a Alice um aplicativo móvel desenvolvido para as pessoas enviarem alertas para os Crows. Depois de saber que a Kryptonita pode perfurar o Batsuit, Luke mostra a Kate um fragmento de Kryptonita que Bruce tinha; intenção de destruí-lo antes que caia em mãos erradas. Batwoman se encontra com o irmão de Tim, Apollo, para avisá-lo, mas Tim o ataca e o mata. Mary acende o Bat-Sinal para chamar a atenção de Jacob e convencê-lo a fazer uma trégua com a Batwoman para parar Tim. Alice mata Mouse quando ele começa a afetar seus planos. Batwoman e os Crows atraem Tim para o Gotham Stadium, mas assim que ela argumenta com ele, os Crows matam Tim e Jacob renega a trégua; forçando Batwoman a fugir. Na sede dos Crows, Jacob reafirma seu desejo de derrubar Batwoman enquanto Sophie aprende sobre Safiyah de Julia. Kate mostra a Luke e Mary a Kryptonita em sua posse, Alice termina o novo rosto de Elliot, fazendo-o parecer Bruce Wayne. |              |                                             |                      |                                 |                         |                  |                          |

## Elenco e personagens

### Principal
- Ruby Rose como Kate Kane / Batwoman[21][22]
- Rachel Skarsten como Beth Kane / Alice[23]
  - Skarsten também retratou uma versão alternativa de Beth, que foi deslocada de sua Terra natal durante "Crisis on Infinite Earths" e apareceu na Terra-Prime.
- Meagan Tandy como Sophie Moore[24]
- Nicole Kang como Mary Hamilton[24]
- Camrus Johnson como Luke Fox[24]
  - Johnson também retrata seu doppelganger da Terra-99.
- Elizabeth Anweis como Catherine Hamilton-Kane[24]
- Dougray Scott como Jacob Kane[24]

LaMonica Garrett também estrela em "Crisis on Infinite Earths: Parte 2" como Mar Novu / Monitor, um ser multiversal que testa diferentes Terras no multiverso em preparação para uma iminente "crise" orquestrada por seu oposto polar, Mobius / AntiMonitor.

### Recorrente
- Greyston Holt como Tyler[27]
- Brendon Zub como Chuck Dodgson[28]
- Rachel Maddow como a voz de Vesper Fairchild[29]
- Gabriel Mann como Tommy Elliot / Hush[30]
- Brianne Howey como Reagan[31]
- Christina Wolfe como Julia Pennyworth[32]
- Sam Littlefield como Jonathan Cartwright / Mouse[33]
- Rachel Matthews as Margaret "Margot"/ Magpie[30]
- John Emmet Tracy como August Cartwright[34]
- Sebastian Roché como Ethan Campbell[35]
- Michelle Morgan como Gabrielle Kane[36]
- Cameron McDonald como Jack Forbes
- Malia Pyles como Parker Torres[37]

### Convidado
- Gray Horse Rider como treinador de Kate[38]
- Chris Shields como Michael Akins
- Giles Panton como Shane McKillen
- Jim Pirri como Bertrand Eldon / Executioner[39]
- Mark Gibbon como Angus Stanton
- Matthew Graham como Dean Deveraux
- Kheon Clarke como Chris "The Fist" Medlock
- Phillip Mitchell como Stu Donnelly
- Brent Fidler como Juiz Raymond Calverick
- Garfield Wilson como The Rifle[40]
- Kurt Szarka como Slam Bradley[41]
- Nathan Witte como Miguel Robles[42]
- Seth Whittaker como Reggie Harris
- Ryan Rosery como Bryan Akins
- Gage Marsh como Steven Forbes
- Kayla Ewell como Natalia Knight / Nocturna[43]
- Alessandra Torresani como Duela Dent[44]
- Jeryl Prescott como Diane Moore[45]
- Debra Mooney como Mabel Cartwright[46]
- Alex Zahara como M. Butler
- Carmine Giovinazzo como Johnny Sabatino[47]
- Warren Christie como Bruce Wayne[48]

#### "Crisis on Infinite Earths"
- Stephen Amell como Arqueiro Verde / Oliver Queen
- Caity Lotz como Sara Lance / White Canary[26]
- Brandon Routh como Ray Palmer / Atom e Clark Kent / Superman (Terra-96)[49]
- Katherine McNamara como Mia Smoak[26]
- Candice Patton como Iris West-Allen[49]
- Dominic Purcell como Mick Rory / Heat Wave (Terra-74)[26]
- Tyler Hoechlin como Clark Kent / Superman (Terra-38)[49]
- Elizabeth Tulloch como Lois Lane (Terra-38)[49]
- Melissa Benoist como Kara Danvers / Supergirl[26]
- Grant Gustin como Barry Allen
- Jon Cryer como Lex Luthor[26]
- Matt Ryan como John Constantine
- Tom Welling como Clark Kent (Terra-167)[49]
- Audrey Marie Anderson como Lyla Michaels / Harbinger
- Kevin Conroy como Bruce Wayne (Terra-99)[49]
- Johnathon Schaech como Jonah Hex (Terra-18)
- Erica Durance como Lois Lane (Terra 167)[49]
- Wentworth Miller como a voz da inteligência artificial Leonard Snart

## Produção

### Desenvolvimento
Em maio de 2018, o presidente do The CW, Mark Pedowitz, e o líder de Arrow, Stephen Amell, anunciaram na apresentação inicial da CW que Batwoman seria introduzida no crossover da série Arrowverse de 2018, "Elseworlds", que foi ao ar em dezembro de 2018, lutando ao lado dos outros heróis do Arrowverse, com Gotham City também aparecendo. Em julho de 2018, foi relatado que a CW estava planejando desenvolver uma série em torno do personagem, para ir ao ar em 2019, caso fosse lançada. A série, considerada apenas um "acordo de desenvolvimento de roteiro', foi escrita por Caroline Dries, que também atuaria como produtora executiva com Greg Berlanti, Sarah Schecter e o co-criador do personagem, Geoff Johns. A série seria produzida pela Berlanti Productions e Mad Ghost Productions em associação com a Warner Bros. Television. No mês seguinte, Pedowitz observou que o piloto seria concluído "no meio da temporada".
Em dezembro de 2018, Dries apresentou um roteiro "forte" para um possível episódio piloto, de acordo com Nellie Andreeva, do Deadline Hollywood. Isso levou a série a receber um pedido de piloto da CW no mês seguinte, a ser considerado para um pedido de série na temporada de televisão de 2019-20. Em abirl de 2019, a série foi considerada "um bloqueio" na The CW, e supostamente tinha uma equipe de roteiristas. Em 7 de maio de 2019, a The CW ordenou que o show fosse lançado. Em 25 de outubro de 2019, a série foi escolhida para uma temporada completa de 22 episódios.

### Roteiro
A história de origem da Batwoman apresentada na série é adaptada do arco da história em quadrinhos Elegy. Os eventos até o quarto episódio antecedem a aparição de Batwoman em "Elseworlds", após o qual os eventos superam o crossover.

### Elenco
Esperava-se que o elenco de Kate Kane começasse após o anúncio da série pretendida em maio de 2018, com a intenção de lançar uma atriz lésbica. Em agosto, Ruby Rose foi escalada como Kate Kane / Batwoman. No final de janeiro de 2019, Meagan Tandy, Camrus Johnson e Nicole Kang foram escalados para os papéis regulares da série como Sophie Moore, Luke Fox e Mary Hamilton, respectivamente. Isto foi seguido logo pela escalação de Rachel Skarsten como Alice, Dougray Scott como Jacob Kane, e Elizabeth Anweis como Catherine Hamilton-Kane. De acordo com Kang, Mary e Catherine não foram escritas especificamente como não-brancas, mas Dries e Greg Berlanti decidiram "revelar ou explorar mais tipos de pessoas que vivem" em Gotham City, então ambos os personagens foram escritos como asiático-americanos, mantendo o fato de que tanto Kang quanto Anweis são coreanos americanos.
A escalação de Rose como Batwoman foi recebida com reação nas mídias sociais e recebeu críticas intensas. A DC Comics, que detém os direitos da super-heroína dos quadrinhos de longa data Batwoman, reintroduziu a personagem em 2006 como uma lésbica de ascendência judia. Algumas reações online atacaram Rose por não ser judia, enquanto o foco principal das críticas foi a afirmação de que o fato de ela se identificar como gênero-fluido a fez "não ser gay o suficiente". Rose deixou o Twitter e desativou os comentários públicos em sua conta do Instagram após a reação.
Em 21 de agosto de 2019, Sam Littlefiled foi escalado para um papel recorrente. Em julho, Burt Ward foi escalado para o papel da Batwoman no crossover do Arrowverse de 2019 "Crisis on Infinite Earths". Em 4 de outubro de 2019, Rachel Maddow e Sebastian Roché foram escalados em funções recorrentes.

### Filmagens
A produção do episódio piloto começou em 4 de março e foi concluída em 25 de março de 2019, em Vancouver, Colúmbia Britânica. Filmagens adicionais ocorreram em Chicago, Illinois. David Nutter foi escolhido para atuar como diretor e produtor executivo no piloto em janeiro de 2019, mas em meados de fevereiro, deixou o projeto por motivos pessoais. Nutter permaneceu como produtor executivo do episódio, com Marcos Siega substituindo-o como diretor e também atuando coom produtor executivo. As filmagens para o resto da temproada começaram em 4 de juhlo e deveriam terminar em meados de 2020. Em 12 de março de 2020, a Warner Bros. Television interrompeu a produção da série devido à pandemia de COVID-19. A temporada teve um dia adicionai de filmagem no episódio 20, o que não pôde acontecer por causa do desligamento. Dries disse que eles tiveram "sorte" apesar disso, porque o último dia de filmagem concluiu a "importante" história de Alice/Mouse, resultando em "um episíodio realmente sólido" com o que havia sido filmado.

## Lançamento

### Estreia
A temporada estreou em 6 de outubro de 2019. Ela foi originalmente programada para ter 22 episódios, mas como os episódios 21 e 22 não puderam ser filmados devido à pandemia do COVID-19, o 20º episódio foi anunciado como o final.

### Marketing
Em 16 de maio de 2019, a CW lançou o primeiro trailer oficial da série. O trailer recebeu uma reação negativa no YouTube, com os espectadores acusando-o de enfatizar demais o feminismo. O trailer recebeu 86.000 "curtidas" em comparação com 428.00 "não curtidas" em 22 de agosto de 2019. A revista Comic Book comparou a reação contra uma agenda percebida à sofrida pela Captain Marvel de 2019 e sua atriz Brie Larson. Alex Dalbey do The Daily Dot observou como o trailer recebeu uma série de reações raivosas, mas mesmo assim sentiu que as críticas ao foco do trailer no protagonista ser uma mulher eram válidas, o que ela achou "forçado" e "impedido" por meio do diálogo e da escolha da música. Dalbey também escreveu: "É 2019; temos Mulher Maravilha, Viúva Negra, Supergirl, Jessica Jones, Spider-Gwen, Capitã Marvel e muitas mais. Batwoman não é nem a primeira super-heroína lésbica da The CW, também tem a Thunder de Black Lightning." No entanto, Jean Bentley, do The Hollywood Reporter, observou: "A personagem de Batwoman, também conhecida como prima de Batman, Kate Kane, é a primeira super-heroína lésbica a encabeçar sua própria série."

## Recepção

### Audiência
| №  | Título                                      | Exibição original       | Rating/share (18–49) | Audiência (em milhões) | DVR (18–49) | Audiência em DVR (milhões) | Total (18–49) | Audiência total (em milhões) |
| -- | ------------------------------------------- | ----------------------- | -------------------- | ---------------------- | ----------- | -------------------------- | ------------- | ---------------------------- |
| 1  | "Pilot"                                     | 6 de outubro de 2019    | 0.5/2                | 1.86                   | 0.3         | 0.99                       | 0.8           | 2.85                         |
| 2  | "The Rabbit Hole"                           | 13 de outubro de 2019   | 0.3/1                | 1.45                   | 0.4         | 1.00                       | 0.7           | 2.45                         |
| 3  | "Down Down Down"                            | 20 de outubro de 2019   | 0.3/1                | 1.22                   | 0.3         | 0.90                       | 0.6           | 2.12                         |
| 4  | "Who Are You?"                              | 27 de outubro de 2019   | 0.3/1                | 1.29                   | 0.3         | 0.85                       | 0.6           | 2.14                         |
| 5  | "Mine Is a Long and a Sad Tale"             | 3 de novembro de 2019   | 0.3/1                | 1.16                   | 0.2         | 0.71                       | 0.5           | 1.87                         |
| 6  | "I'll Be Judge, I'll Be Jury"               | 10 de novembro de 2019  | 0.3/1                | 1.09                   | 0.2         | 0.78                       | 0.5           | 1.87                         |
| 7  | "Tell Me the Truth"                         | 17 de novembro de 2019  | 0.3/1                | 1.01                   | 0.2         | 0.62                       | 0.5           | 1.63                         |
| 8  | "A Mad Tea-Party"                           | 1 de dezembro 2019      | 0.3/1                | 1.01                   | 0.2         | 0.69                       | 0.5           | 1.70                         |
| 9  | "Crisis on Infinite Earths: Part Two"       | 9 de dezembro de 2019   | 0.6/3                | 1.71                   | 0.4         | 0.98                       | 1.0           | 2.68                         |
| 10 | "How Queer Everything Is Today!"            | 19 de janeiro de 2020   | 0.2/1                | 0.79                   | 0.2         | 0.65                       | 0.4           | 1.44                         |
| 11 | "An Un-Birthday Present"                    | 26 de janeiro de 2020   | 0.1/1                | 0.67                   | 0.2         | 0.60                       | 0.3           | 1.27                         |
| 12 | "Take Your Choice"                          | 16 de fevereiro 2020    | 0.2                  | 0.85                   | 0.2         | 0.51                       | 0.4           | 1.36                         |
| 13 | "Drink Me"                                  | 23 de fevereiro de 2020 | 0.2                  | 0.82                   | 0.2         | 0.55                       | 0.4           | 1.37                         |
| 14 | "Grinning From Ear to Ear"                  | 8 de março de 2020      | 0.2                  | 0.75                   | 0.2         | 0.47                       | 0.4           | 1.22                         |
| 15 | "Off With Her Head"                         | 15 de março de 2020     | 0.2                  | 0.75                   | 0.2         | 0.49                       | 0.4           | 1.24                         |
| 16 | "Through the Looking-Glass"                 | 22 de março de 2020     | 0.2                  | 0.77                   | 0.2         | 0.49                       | 0.4           | 1.26                         |
| 17 | "A Narrow Escape"                           | 26 de abril de 2020     | 0.2                  | 0.63                   | 0.2         | 0.56                       | 0.4           | 1.19                         |
| 18 | "If You Believe in Me, I'll Believe in You" | 3 de maio 2020          | 0.2                  | 0.64                   | 0.2         | 0.48                       | 0.4           | 1.12                         |
| 19 | "A Secret Kept From All the Rest"           | 10 de maio 2020         | 0.2                  | 0.70                   | 0.2         | 0.53                       | 0.4           | 1.23                         |
| 20 | "O, Mouse!"                                 | 17 de maio de 2020      | 0.2                  | 0.74                   | 0.1         | 0.43                       | 0.3           | 1.17                         |

### Resposta da crítica
No agregador de críticas Rotten Tomatoes, a temporada possui um índice de aprovação de 80% com base em 50 resenhas, com uma classificação média de 6,87/10. O consenso crítico do site diz: "Embora precise de mais tempo para desenvolver sua própria identidade para realmente voar, a divertida e elegante primeira temporada de Batwoman é um passo na direção certa para a representação os shows de super-heróis." No Metacritic, a temporada tem uma pontuação média ponderada de 59 em 100, com base em comentários de 16 críticos, indicando "críticas mistas ou médias".